# Hittisau
Hittisau település Ausztria legnyugatibb tartományának, Vorarlbergnek a Bregenzi járásában található. Területe 46,65 km², lakosainak száma 2 032 fő, népsűrűsége pedig 44 fő/km² (2018. január 1-jén). A település 798 méteres tengerszint feletti magasságban helyezkedik el.
A település részei:
Bolgenach (463 fő) és
Hittisau (1.569 fő, 2018. január 1-jén)

## Fordítás
- Ez a szócikk részben vagy egészben  a   Hittisau című angol Wikipédia-szócikk ezen változatának fordításán alapul.  Az eredeti cikk szerkesztőit annak laptörténete sorolja fel. Ez a jelzés csupán a megfogalmazás eredetét és a szerzői jogokat jelzi, nem szolgál a cikkben szereplő információk forrásmegjelöléseként.